# Breia
Breia är en ort och frazione i kommunen Cellio con Breia i provinsen Vercelli i regionen Piemonte, Italien. Breia var före den 1 januari 2018 en egen kommun, men slogs då samman med Cellio för att bilda kommunen Cellio con Breia. Kommunen hade före sammanslagningen 183 invånare.